# 3353 Jarvis
3353 Jarvis è un asteroide della fascia principale del diametro medio di circa 9,72 km. Scoperto nel 1981, presenta un'orbita caratterizzata da un semiasse maggiore pari a 1,8630306 UA e da un'eccentricità di 0,0845466, inclinata di 21,80885° rispetto all'eclittica.
L'asteroide è dedicato all'astronauta americano Gregory Jarvis.